# OT-34
OT-34(러시아어: ОТ-34)는 제2차 세계 대전 독소전쟁 당시 붉은 군대가 사용했던 화염방사전차였다. T-34를 기초로 해서 만들어졌다.

## 개발 역사
OT-34는 T-34의 차체를 기반으로 해서 만들어졌다. 일반적인 양산형 전차와는 달리, I.A. 아스트로프의 기획에 따라 개발된 OTA-41이 차체의 기관총 자리에 탑재되었다. 이를 통해 KV-8과는 달리 76mm 전차포를 그대로 탑재할 수 있었다. 승무원은 레이더 탐지병 1명을 제외해 3명으로 줄었다. OT-34는 1941년 개발이 시작되어 1942년부터 1944년까지 생산되었다. 1,170대의 OT-34가 생산되었고, 이 덕택에 OT-34는 제2차 세계 대전 당시 가장 많이 생산된 화염방사전차로 남게 되었다.
1942년부터 OT-34는 ATO-41 대신 개량되고 성능이 더 좋아진 OTA-42 화염방사기를 탑재했다. 1944년부터는 T-34-85의 화염방사형인 "OT-34-85"가 등장했으며, 이전 T-26을 활용한 화염방사전차들은 모두 OT-34나 OT-34-85로 대체되었다.

## 디자인
화염방사기가 주포에 장착된 일반적인 화염방사전차에 비해 OT-34와 OT-34-85는 주포를 그대로 유지했기 때문에 외관상 T-34나 T-34-85와 큰 차이가 없었고, 독일군은 겉으로 T-34 계열인지 OT-34 계열인지 구별할 수 없었다. 화염방사기로 피해를 입힐 수 있는 거리는 60m에서 70m 사이였으며, 최대 사거리는 100m에서 130m였다.

## 편성
소련이 개발한 또 다른 화염방사전차였던 KV-8과 함께 화염방사전차 독립대대에 배치되었다. 1942년 여름 총 5개의 화염방사전차 대대가 편성되었으며 가을에는 11개의 대대가 추가로 편성되었다. 초창기 독립 화염방사전차 대대는 KV-8 2개 중대와 OT-34 1개 중대로 편성되어 있었다. 1943년부터는 OT-34 또는 OT-34-85 2개 중대가 대대를 편성하게 되었다. 또한 화력을 증강하기 위해 편성된 제235독립전차여단의 경우에는 KV-8 36대로만 구성되었다.

## 보존
러시아
- "우랄산맥의 영웅" 군사장비 기념관 - 베르흐냐야피시마
- 레닌그라드 전투 박물관 - 프세볼로시스크[8]
- 군사 및 기술박물관 - 체르노골로프카[9]
- "스트라텔" 폴리곤 주 설명 및 전시센터 - 니즈니타길[10]

 러시아/ 우크라이나 - 심페로폴 해방자를 위한 전차 기념상

## 참고

### 참고 문헌
- Карпенко А. В. Средние танки // Обозрение отечественной бронетанковой техники (1905-1995). — Санкт-Петербург: Невский бастион, 1996. — С. 245. — 480 с. — 10 000 экз.